# Shoi Yoshinaga
Shoi Yoshinaga (吉永 昇偉 Yoshinaga Shoi?, nacido el 18 de abril de 2000 en Saitama) es un futbolista japonés que juega como defensa.
En 2019, Yoshinaga se unió al Omiya Ardija de la J2 League.

## Trayectoria

### Clubes
| Club         | País  | Año    |
| ------------ | ----- | ------ |
| Omiya Ardija | Japón | 2019 - |

## Estadística de carrera

### J. League
| Club         | Año   | J. League | J. League | Copa J. League | Copa J. League | Total | Total |
| Club         | Año   | Part.     | Goles     | Part.          | Goles          | Part. | Goles |
| ------------ | ----- | --------- | --------- | -------------- | -------------- | ----- | ----- |
| Omiya Ardija | 2019  | 13        | 1         | -              | -              | 13    | 1     |
| Total        | Total | 13        | 1         | 0              | 0              | 13    | 1     |